# Poul Anderson
Poul William Anderson (25 de noviembre de 1926-31 de julio de 2001) fue un escritor de ciencia ficción estadounidense.

## Biografía
Nacido en 1926 en Bristol, Pensilvania, de padres escandinavos emigrados a Estados Unidos, cursó estudios universitarios en física en la Universidad de Minnesota, graduándose en 1948. Para entonces ya había publicado varios relatos en la revista Astounding (había empezado a escribir relatos de ciencia ficción en 1937 cuando convalecía de una enfermedad), el primero, A matter of relativity, en el número de septiembre de 1944. En 1947 publicó su primera obra de envergadura, Tomorrow's children, en el número de marzo de Astounding, cuando solo contaba veinte años; este relato sería uno de los tres que formarían la novela postapocalíptica El crepúsculo del mundo. Además, colaboró con Duel on Syrtis para Planet Stories de la edición de marzo de 1951 —sobre el seguimiento que un terrícola hacía de un extraterrestre en Marte—, un relato con una temática poco habitual en el campo de las aventuras interplanetarias.
Los beneficios obtenidos de todos estos trabajos le llevaron a tomar la decisión de dedicar "un año sabático" a escribir. Dicho año sabático se prolongaría hasta el último momento de su existencia.
Entre sus primeras novelas figura La onda cerebral. Sus libros posteriores pueden agruparse en sagas, como la serie de la "Liga Polesotécnica" protagonizada por Nicholas van Rijn, la "serie Flandry" de Dominic Flandry, o los viajes a través del tiempo de "La patrulla del tiempo" que comienzan en el relato Guardianes del tiempo. Escribió obras que no tienen nada que ver con las series anteriores, como Tau Cero. Autor prolífico, tocó muchos de los temas habituales de la ciencia ficción, desde los viajes en el tiempo a las invasiones extraterrestres, y desde las naves generacionales al posthumanismo.
En su última época escribió una tetralogía que comienza con Cosecha de Estrellas (1993).
Formó parte del círculo de escritores de John W. Campbell que configuraron la llamada edad dorada. Relatos suyos como El último viaje, No habrá tregua para los Reyes, Carne compartida, La reina del Aire y la Oscuridad, El canto del chivo, La luna del cazador y El juego de Saturno han obtenido varios premios Hugo y Nébula en su categoría.
También escribió novelas de fantasía como Tres corazones y tres leones o La espada rota o la serie "Rey de Ys", y novelas policíacas. En este campo A Midsummer Tempest ganó en 1975 el Mythopoeic Fantasy Award.
Murió en 2001 de cáncer de próstata.
Era el suegro de Greg Bear. En algunas de sus historias utilizó los seudónimos de "A. A. Craig", "Michael Karageorge" y "Winston P. Sanders".

## Estilo
Su formación le permitió dotar de gran verosimilitud científica a sus obras, lo que le mereció ser considerado uno de los exponentes de la ciencia ficción dura.

## Eponimia
El asteroide (7758) Poulanderson fue nombrado así por este escritor.

### Novelas
- Tres corazones y tres leones (1953). Three hearts and three lions. Madrid, Edaf, 1990
- La onda cerebral (1954) Brain Wave
- La espada rota (1954) The Broken Sword. Madrid, Alianza Editorial, 2006
- Sin mundo propio (1955) No world of their own
- Guerra de alados (1958) War of the wing-men
- Planeta de mujeres (1959) Virgin planet
- The Enemy Stars (1959) (más conocida por "We have fed our seas"). Finalista Premio Hugo
- La gran Cruzada (1960) The high crusade
- El crepúsculo del mundo (1961) Twilight world. Barcelona, E.D.H.A.S.A., 1965
- Escudo invulnerable (). Shield. Barcelona, E.D.H.A.S.A., 1965
- Cita Galáctica () Star Ways (serie el instituto psicotécnico) (también publicada como Ruta Galáctica o Gitanos del espacio)
- En órbita () Mayday orbit (serie Flandry). Barcelona, Cenit, 1962
- Destino: la muerte (1962). Murder Bound. México, Novaro, 1965
- Los corredores del tiempo (1965) The corridors of time
- El mundo de Satán (1969) Satan's World (Liga Polesotécnica)
- Mirkheim () Mirkheim (Liga Polesotécnica)
- Tau Cero (1970) Tau Zero
- La reina del aire y la oscuridad (1971)
- La saga de Hrolf Kraki (1973) Hrolf Krakí's Saga. Madrid, Anaya
- Tiempo de fuego (1974) Fire time
- El avatar (1978) The avatar
- La nave de un millón de años (1989) The boat of a million years. Barcelona, ediciones B, 2005
- Cosecha de estrellas (1993) Harvest of Stars
- Las estrellas son de fuego (1994) The stars are also fire

### Colecciones de relatos
- Guardianes del tiempo (1960) Guardians of Time. Barcelona, E.D.H.A.S.A., 1964
- Extraños terrícolas (1961). Strangers from Earth. También como Extranjeros en la Tierra. Barcelona, E.D.H.A.S.A., 1963
- Órbita ilimitada (1961) Orbit Unlimited
- Lo mejor de Poul Anderson (1969). Beyond the Beyond. Barcelona, Martínez Roca, 1982
- Los muchos mundos de Poul Anderson (1974) The many worlds of Poul Anderson
- El pueblo del aire (1976). The best of Poul Anderson. Barcelona, Bruguera, 1977
- El último viaje (1976). The best of Poul Anderson. Barcelona, Bruguera, 1978
- La patrulla del tiempo (1991) Time Patrol (ampliación de Guardianes del tiempo)